# Арсеній Пламенац
Арсеній Пламенац (*Арсеније Пламенац, д/н —15 травня 1784) — митрополит Цетинський у 1782—1784 роках.

## Життєпис
Був небожем по жіночій лінії Саві II Петрович-Негошу, митрополиту Цетинському, владиці Чорногорії — мати Арсенія була сестрою митрополитові.
Незабаром після смерті митрополита Василя III у 1766 році його за пропозицією Стефана Малого було призначено вікарієм владики. Сава II передав усі справи в руки Арсенія.В 1767 році його висвятив на єпископи Василь Йованович-Бркіч, сербський патріарх з Печа, який знайшов прихисток у Чорногорії.
У Чорногорії знову спалахнула міжплеменна ворожнеча. Петровичі-Негоші були незадоволені тим, що ними правити став представник іншої роду, підтримуючи Петра Петровича-Негоша. Після смерті Сави II у 1782 році Арсенія Пламенаца було обрано митрополитом, але володарем Чорногорії він був лише формально. Пламенац мешкав у монастирі Брчелі і державними справами не займався. Втім намагався протидіяли прихильникам союзу з Венеціанською республікою.
Після смерті Арсенія у 1784 році новим митрополитом і володарем Чорногорії став Петро Петрович-Негош.